# Marian Ryser
Marian Ryser SOCist (* 1. April 1620 in Bremgarten; † 28. Juli 1680 in Würenlos) war ein Schweizer Zisterzienser und Abt des Klosters Wettingen.

## Leben
Marian Ryser, Sohn des Johann Jakob Ryser und der Margareta Bürgisser, wurde 1644 zum Priester geweiht und versah als solcher die Klosterpfarreien Wettingen (1647–1648), Dietikon (1648–1651) und wieder Wettingen (1651–1652). 1652 in das Kloster eingetreten, war er nacheinander Pfarrer in Würenlos (1656–1659), Subprior (1659–1661), Pfarrer in Dietikon (1661–1668), dann Infirmar und Bursar. Am 24. September 1672 wurde er zum Abt gewählt und als solcher am 23. Juli 1673 von Abt Edmund Schnider vom Kloster St. Urban benediziert. Da er den gehegten Erwartungen nicht entsprach, verzichtete er am 2. September 1676 auf die Abtei und zog sich – wie vor ihm schon der ebenfalls resignierte Abt Bernhard Keller – auf die Wettinger Trotte Bick (Bickgut) bei Würenlos zurück, wo er 1680 starb. Sein Grab befindet sich in der Klosterkirche Wettingen.